# Assassin's Creed: The Rebel Collection
Assassin's Creed: The Rebel Collection est une compilation de jeux vidéo d'action-aventure de la série Assassin's Creed, éditée par Ubisoft. La compilation est sortie le 6 décembre 2019 sur Nintendo Switch. La compilation est composée des jeux Assassin's Creed IV Black Flag et Assassin's Creed Rogue.

## Accueil
La compilation est positivement reçue par les critiques : le site Jeuxvideo.com lui donne la note de 16/20 et Metacritic 80/100.